# تشارلز ريتشموند هندرسون
تشارلز ريتشموند هندرسون (بالإنجليزية: Charles Richmond Henderson) هو كاهن أمريكي، ولد في 1848 في كوفينغتون في الولايات المتحدة، وتوفي في 1915.